# Lukáš Krpálek
Lukáš Krpálek (Jihlava, 15 de novembre de 1990) és un judoka txec que competeix en la categoria de pes pesat (actualment +100 Kg). Ha participat en 3 Olimpíades, guanyant 2 medalles d'or. A més, ha guanyat 5 medalles (2 d'or) en els Campionats del Món i 5 medalles (3 d'or) en els Campionats d'Europa. És el judoka més reeixit tant de la República Txeca com de l'antiga Txecoslovàquia.

## Trajectòria professional
| Jocs Olímpics      | Jocs Olímpics  | Jocs Olímpics | Jocs Olímpics |
| Any                | Seu            | Posició       | Categoria     |
| ------------------ | -------------- | ------------- | ------------- |
| 2012               | Londres        | 7a posició    | -100 Kg       |
| 2016               | Rio de Janeiro | 1             | -100 Kg       |
| 2020               | Tòquio         | 1             | + 100 Kg      |
| Campionat del Món  |                |               |               |
| 2009               | Rotterdam      | 1a ronda      | -100 Kg       |
| 2010               | Tòquio         | 1/8 final     | -100 Kg       |
| 2011               | París          | 3             | -100 Kg       |
| 2013               | Rio de Janeiro | 3             | -100 Kg       |
| 2014               | Txeliàbinsk    | 1             | -100 Kg       |
| 2015               | Astanà         | 5a posició    | -100 Kg       |
| 2018               | Bakú           | 5a posició    | -100 Kg       |
| 2019               | Tòquio         | 1             | +100 Kg       |
| 2022               | Taixkent       | 1/8 final     | +100 Kg       |
| 2023               | Doha           | 2             | -100 Kg       |
| 2024               | Abu Dhabi      | 5a posició    | +100 Kg       |
| Campionat d'Europa |                |               |               |
| 2010               | Viena          | 1/4 final     | -100 Kg       |
| 2011               | Istanbul       | 5a posició    | -100 Kg       |
| 2012               | Txeliàbinsk    | 1a ronda      | -100 Kg       |
| 2013               | Budapest       | 1             | -100 Kg       |
| 2014               | Montpeller     | 1             | -100 Kg       |
| 2015               | Bakú           | 2             | -100 Kg       |
| 2016               | Kazan          | 1/8 final     | -100 Kg       |
| 2017               | Varsòvia       | 3             | +100 Kg       |
| 2018               | Tel-Aviv       | 1             | +100 Kg       |
| 2019               | Minsk          | 5a posició    | +100 Kg       |
| 2020               | Praga          | 5a posició    | +100 Kg       |
| 2021               | Lisboa         | 3             | +100 Kg       |
| 2023               | Montpeller     | 1/8 final     | +100 Kg       |